# Gregson Lane
Gregson Lane – wieś w Anglii, w hrabstwie Lancashire, w dystrykcie South Ribble. Leży 40 km na północny zachód od miasta Manchester i 299 km na północny zachód od Londynu.